# ذو الأقدام المنتصبة
ذو الأقدام المنتصبة (الاسم العلمي: Stathmopoda)، جنس حشرات عثية من فصيلة ذوات الأقدام المنتصبة.